# Ovidiu Anton
Ovidiu Anton (n. Bucarest, Rumania, 24 de febrero de 1983) es un cantante, compositor y músico rumano de género pop y rock.
Actualmente tras ganar la selección nacional eurovisiva, era el nuevo representante de Rumanía en el Festival de la Canción de Eurovisión 2016, que se celebró en la capital sueca de Estocolmo.
En el festival iba a interpretar la canción titulada "Moment of silence" (en español: Momento de silencio) y que iba a ser cantada en inglés. Pero el 22 de abril del mismo año Rumanía fue expulsada del Festival por impago de la deuda por lo que no pudo participar.